# Herbata Saga
Saga – marka herbaty ekspresowej należąca do firmy Lipton Teas&Infusions. Na polskim rynku dostępna jest od 1996 roku.

## Historia

### O marce
Herbatę Sagę wprowadzono na polski rynek w 1996 roku. Herbata szybko zdobyła popularność wśród konsumentów. Od momentu wprowadzenia na polski rynek, Saga stale dodaje do swojej oferty kolejne warianty herbat, głównie ekspresowych. Obecnie dostępne w sprzedaży są klasyczna herbata czarna (także earl grey, granulowana, liściasta), herbaty zielone (klasyczna, z dodatkami wybranych owoców i liściasta), hebraty aromatyzowane (cytrynowa, z witaminą C), herbaty ziołowe (mięta, melisa, rumianek) oraz szeroka gama herbat owocowych. Wszystkie herbaty sprzedawane są w foliowych opakowaniach. Ich charakterystyczną cechą jest okrągły kształt torebek (wprowadzony na przełomie lat 1999 i 2000).

### Promocje i dodatki
Herbata Saga jest znana głównie z małych akcesoriów w postaci misiów dodawanych do opakowań jej produktów od wczesnych lat XXI wieku. Przez lata w herbacie można było znaleźć zawieszki, magnesy, piórniki i wiele innych. W sprzedaży były dostępne również opakowania Sagi z produktami niezwiązanymi z motywem misiów, np. z podkładkami pod herbatę czy kubkami.

### Działalność charytatywna
W 2001 i 2002 roku Saga razem z margaryną Delmą uczestniczyła w akcji humanitarnej Pajacyk, zaś w latach 2005–2007 razem z kilkoma innymi markami należącymi do Unilever była objęta promocją konsumencką Koloniada. Ponadto herbata Saga w 2008 roku była partnerem akcji Podaruj misia organizowanej przez Fundację TVN.

## Media
W swoich spotach telewizyjnych herbata Saga kładła nacisk głównie na dobre relacje i silne więzi rodzinne. Jeden z nich (emitowany w 2007 roku) pokazywał rodzinę robiącą sobie przerwę na herbatę podczas grzybobrania. Padający w niej dialog – Coś słaby grzyb w tym roku. – Ale herbatka dobra! stał się memem na portalach internetowych takich jak Demotywatory.pl czy Kwejk.pl.
W 2012 roku Saga rozpoczęła prowadzenie kanału na YouTube oraz fanpage'a na Facebooku. Kanał YouTube jest nieaktywny od 2013 roku, a profil na Facebooku został po paru latach usunięty.
Regularnie prowadzona była też strona internetowa Sagi (herbatasaga.pl). Dostępne tam były m.in. informacje o marce, jej produktach i historii oraz aplikacja Rodzinny planer pozwalająca zaplanować sobie harmonogram dnia. Od 2020 roku adres strony przekierowuje na portal promocjeunilever.pl.
W 2015 roku Saga razem z Big-Active była jedną z najbardziej reklamowanych marek herbat w mediach.